# Artur Beneken
Artur Beneken (* 1. April 1939 in Wesermünde, jetzt Bremerhaven) ist ein deutscher Kommunalpolitiker (SPD). Er war von 1999 bis 2015 Stadtverordnetenvorsteher von Bremerhaven.

## Leben und Beruf
Beneken stammt aus einem Bauerngeschlecht, welches seit 1499 in Wulsdorf, heute ein Stadtteil von Bremerhaven, nachweisbar ist. Er besuchte die Wilhelm-Raabe-Schule in Bremerhaven und begann im Jahr 1956 eine Ausbildung bei der Stadtwerke Bremerhaven AG. 1974 wurde er Prokurist der Bremerhavener Versorgungs- und Verkehrsgesellschaft GmbH und deren Tochtergesellschaften Verkehrsgesellschaft Bremerhaven AG sowie Stadtwerke Bremerhaven AG. Von 1991 bis 1999 war er Sprecher der Geschäftsführung und Vorstandsvorsitzender dieser drei Gesellschaften. Über weitere Konzerngesellschaften führte Beneken die städtischen Bäder sowie die Weserfähre.
Beneken ist verheiratet und hat zwei Kinder.

## Politik
Im Jahr 1970 trat Beneken in die SPD ein. 1999 wurde er in die Bremerhavener Stadtverordnetenversammlung und dort zum Stadtverordnetenvorsteher gewählt. Dieses Amt hatte er bis 2015 inne.
Beneken gehörte seit 1986 dem Organisationskomitee der Sail Bremerhaven an, welches er in den Jahren 2010 und 2015 leitete.

## Ehrung
Beneken wurde im Jahr 2004 das Ehrenkreuz der Bundeswehr in Gold verliehen.